# Општина Сталпени (Арђеш)
Сталпени (рум. Stâlpeni) општина је у Румунији у округу Арђеш.
Oпштина се налази на надморској висини од 383 m.